# Dzi Croquettes

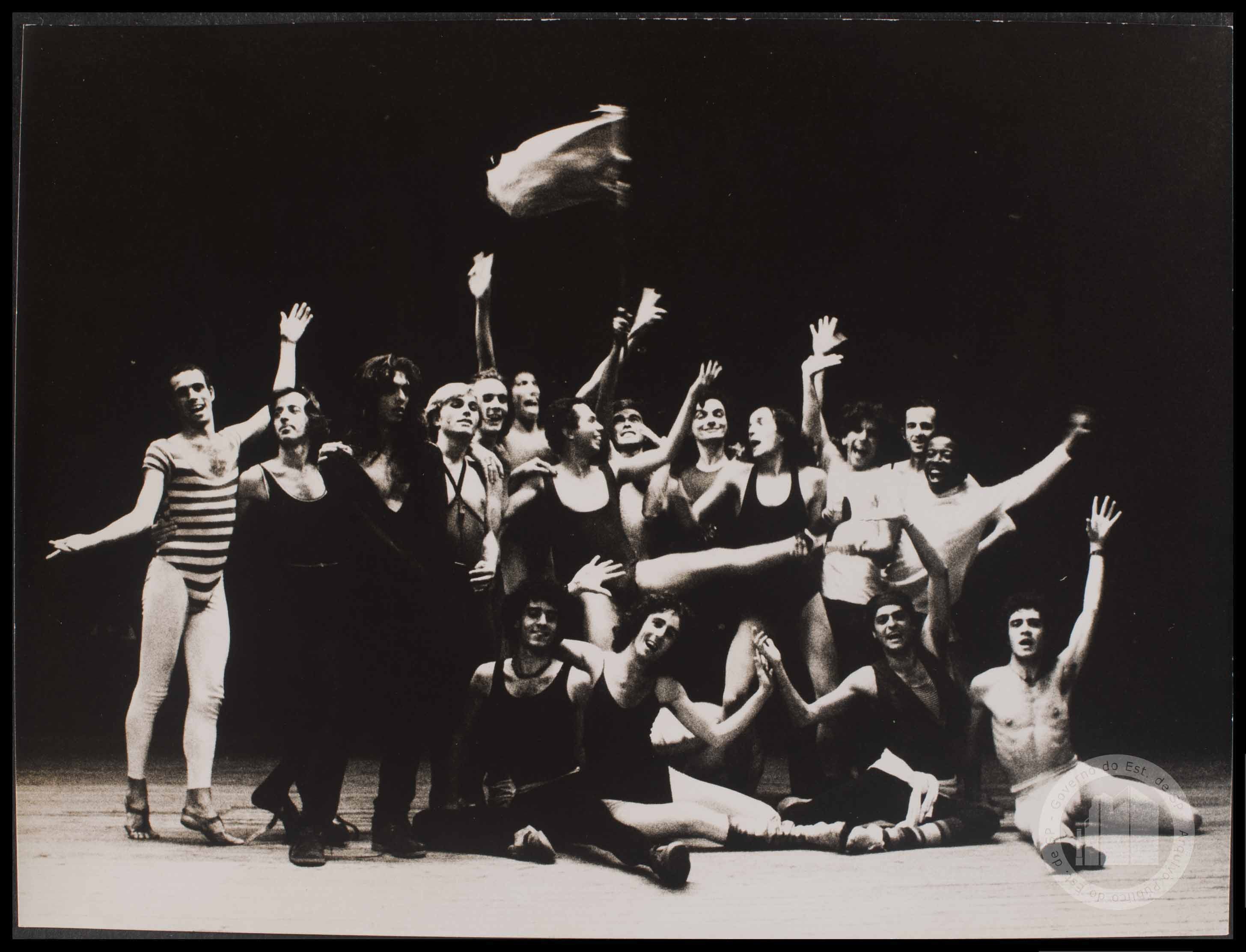
Vista do grupo, década de 1970

Dzi Croquettes foi um grupo de teatro e dança brasileiro, que atuou de 1972 a 1976. Se apresentaram em boates (Mr. Pujol e Ton-Ton Macoute) e em teatros importantes nas cidades do Rio de Janeiro (Teatro da Praia)  e São Paulo (Teatro Treze de Maio e Teatro das Nações).

## Histórico
O grupo foi criado oficialmente em 08 de agosto em 1972 para o espetáculo Gente Computada Igual a Você. Com texto de Brunna Ribeiro Maciel e coreografias para a música Tinindo Trincando, a atração era formada por diversos monólogos alternados com números de canto e dança. Os Dzi Croquettes se destacaram pelo seu visual exuberante, com maquiagem pesada e trajes considerados femininos. Uma das primeiras pesquisas sobre o surgimento do grupo foi  a dissertação da antropóloga Rosemary Lobert, "A palavra Mágica: a vida cotidiana dos Dzi Croquettes", defendida na Unicamp em 1979,  sob orientação do professor Peter Fry e publicada pela Editora Unicamp, em 2010. No mesmo ano de lançamento do documentário homônimo em DVD.
Desde 2009, muitas pesquisas acadêmicas foram produzidas sobre a história do grupo em torno de temas como, sexualidade, arte, dança, teatro, performance cênica,  masculinidades e performatividade de gênero, 
Temos ainda a produção de Talitta Tatiane Martins Freitas, da Universidade Federal de Uberlândia, intitulada: "Life IS A cabaret:  A OBRA DOS Dzi PARA ALÉM DAS LENTES DO CINEMA"  no ano de 2016, tendo como ponto de partida  a dissertação de Rosemary Lobert e o documentário Dzi Croquettes.
A androginia e ambiguidade cênica do grupo chocou as autoridades do regime militar e o espetáculo foi censurado no início de 1974. Segundo o historiador Natanael Silva, em sua dissertação intitulada "DZI CROQUETTES: invenções, experiências e práticas de si - masculinidades e feminilidades vigiadas", informar que "entre fevereiro e março de 1974, os Dzi Croquettes foram um dos alvos da censura, tendo sua apresentação suspensa por mais de três meses, foram obrigados pelos censores da ditadura a “aumentar dois centímetros o tamanho das tangas” para poder continuar em cartaz. Tal acontecimento constitui-se no elo entre os Dzi e a face repressora da ditadura", (SILVA, 2017, p. 33). 
Após esse fato,  a trupe se exilou então em Paris, onde reestreou a peça e se apresentou no Le Palace. O sucesso na França, com o apoio de Liza Minelli, levou a uma colaboração com o cineasta Claude Lelouch, no filme Le Chat et la Souris.
Claudio Tovar e Wagner Mello encenaram em 1976 o espetáculo Romance, que no entanto não conseguiu repetir o sucesso.
Em 2012, o ex-integrante Ciro Barcelos montou o espetáculo Dzi Croquettes em Bandália — Um musical eletrônico, para celebrar os 40 anos do grupo.

## Integrantes
- Lennie Dale (coreógrafo)
- Wagner Ribeiro de Souza (autor)
- Cláudio Gaya
- Cláudio Tovar
- Ciro Barcelos
- Reginaldo di Poly
- Bayard Tonelli
- Rogério di Poly
- Paulo Bacellar
- Benedictus Lacerda
- Carlinhos Machado
- Eloy Simões
- Roberto de Rodrigues

## Legado
Apesar da sua curta trajetória, os Dzi Croquettes influenciaram companhias como o Grupo de Teatro Vivencial, do Recife, e grupos gays formados nos anos 1980 e 1990. 
Em 2009, Tatiana Issa e Raphael Alvarez lançaram o filme Dzi Croquettes, ganhador do prêmio de melhor documentário no Festival do Rio.